# Suwanosejima
Suwanosejima (Japans: 諏訪之瀬島)  is een klein  Japans vulkanisch eiland in de  Grote Oceaan. Het eiland behoort tot de eilandengroep de Tokara-eilanden die op hun beurt een deel zijn van de Riukiu-eilanden. Bestuurlijk maakt het samen met de andere Tokara-eilanden deel uit van het dorp Toshima in de prefectuur     Kagoshima. 
Het ligt 21 km ten zuidwesten van Nakanoshima, het grootste eiland van de Tokara-eilanden. Het eiland is een actieve stratovulkaan (de laatste uitbarsting was in 2014). 
Het eiland moet soms ontruimd worden wegens grote erupties.